# ARSAT-1
ARSAT-1 es un satélite de comunicaciones geoestacionario operado por la empresa propiedad del Estado argentino ARSAT. Fue construido por la empresa argentina INVAP.
Aunque originalmente estaba programado el lanzamiento para mediados de 2012, este primero fue pospuesto al año 2013. Finalmente el satélite fue lanzado el 16 de octubre de 2014 con el cohete Ariane 5, a cargo de la empresa Arianespace, desde la base espacial establecida en la isla de Kouru de la Guayana Francesa.
Está localizado en el espacio geoestacionario en la longitud 71,8° oeste, que anteriormente fuera ocupado por el satélite Nahuel 1A (también argentino), al que reemplazó, aproximadamente sobre el paraje Cunare en el departamento Caquetá (en Colombia), y a 36 000 km de la superficie terrestre.
El ARSAT-1 fue especificado, diseñado, financiado, desarrollado, ensamblado y probado en la Argentina a cargo de técnicos y científicos de ese país. El gobierno de la época publicitó los lanzamientos como de satélites enteramente nacionales, difundiendo que el 50 % del satélite está hecho con piezas de fabricación argentina, lo que sería un porcentaje similar al que tienen los satélites geoestacionarios fabricados en Francia, uno de los países con mayor experiencia en el rubro. Esta afirmación fue puesta en duda por la prensa extranjera, concretamente el diario español "El País", que se refirió al ARSAT-1, irónicamente, como "el satélite 100 % argentino que se fabricó en Europa". Otros cálculos concluyeron que más del 60% de los componentes claves -propulsión, carga útil, sensores, antenas- eran importados, e incluso dentro del 30% que corresponde  al  aporte nacional, muchos equipos (paneles solares, computadoras, chips resistentes a la radiación) también eran de origen extranjero.

## Características
Como todos los satélites de comunicaciones, ARSAT-1 opera como un espejo recibiendo un haz de radiación electromagnética y, con sus sistemas de antenas, lo refleja sobre un área mucho más amplia. Como las posiciones orbitales se van agotando y hay algunas más valiosas que otras: el ARSAT-1 se aprovechó para ocupar la de 72° O, con área de cobertura sobre la Argentina, Chile, Paraguay y Uruguay; con 3,5 kW de potencia en la banda Ku (uno de los rangos de frecuencias utilizados en las comunicaciones satelitales). A la Argentina se le asignaron frecuencias en las bandas Ku y C, y se sigue negociando la banda Ka (como ejemplos, la L de longitud de onda de 2 a 3 dm atraviesa muy bien nubes, pero requiere de antenas muy grandes; la C, usada por la televisión en Brasil, es óptima para lugares con lluvia; la Ku tiene una longitud de onda mucho más corta, la lluvia la atenúa un poco, pero suele usar antenas mucho más pequeñas y transporta más datos en menos tiempo). El ARSAT-1 es puro Ku, ideal para datos y televisión en una geografía como la Argentina, con poca interferencia de tormentas. Es la más común y se utiliza sobre todo para voz, datos e imagen.
ARSAT-1 transporta un total de 24 transpondedores de la banda Ku IEEE (banda J OTAN) de los cuales 12 operan a 36 MHz, ocho a 54 MHz y cuatro a 72 MHz. El satélite ofrece un amplio rango de servicios de telecomunicaciones, transmisión de datos, acceso a Internet, telefonía IP y televisión digital (incluyendo de transmisión directa en la norma DVB-S2) principalmente a lo largo de Argentina, Chile, Paraguay, Uruguay y parte de Bolivia.
La cobertura también alcanza las islas Malvinas y el sector norte de la Antártida Argentina, territorios que reclama el país.
El satélite también lleva configurados los canales transmitidos por la Televisión Digital Abierta (TDA). También se anunció que se podrá utilizar para los cajeros automáticos ubicados en zonas remotas de la Argentina, y para brindar acceso a Internet a unas 2500 escuelas rurales argentinas y otros sitios a los que no se accede a través de fibra óptica.
Pesa cerca de 3 toneladas con sus tanques de combustible llenos y sus dimensiones de base son 2 m x 1,8 m y de altura 3,95 m. Una vez en órbita, se despliegan los paneles solares alcanzando los 16,40 m de envergadura y su antena de comunicaciones es de 2 metros de diámetro.

## Historia
Para su construcción, el Estado argentino transfirió a la Empresa Argentina de Soluciones Satelitales ARSAT S.A., dependiente del Ministerio de Planificación Federal, Inversión Pública y Servicios, los activos de la empresa Nahuelsat S. A., que explotaba la posición orbital geoestacionaria 72° Oeste a través del satélite Nahuel 1A, de fabricación europea. Dicha posición continuó ocupada hasta principios de 2010 por el Nahuel-1A, hasta que cumplió su vida útil. INVAP, ubicado en San Carlos de Bariloche, fue la empresa que diseñó, desarrolló y armó el satélite ARSAT-1 a partir de los requerimientos de ARSAT. Tanto el ARSAT-1 como el ARSAT-2 fueron construidos dentro del marco del proyecto Sistema Satelital Geoestacionario Argentino de Telecomunicaciones (SSGAT), diseñado en 2006 para mantener las dos posiciones orbitales argentinas en el espacio.

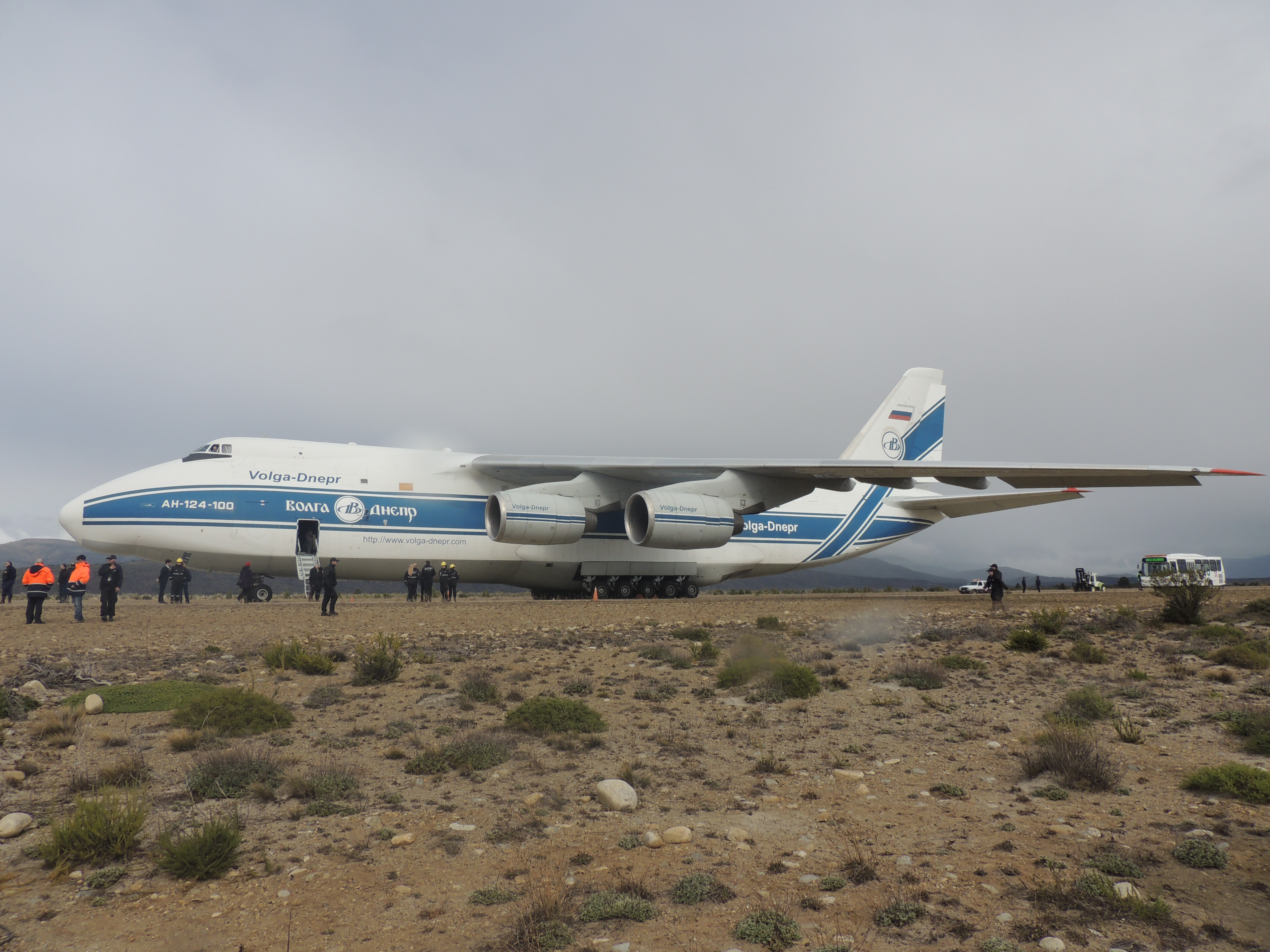
AN -124-100 de Volga-Dnepr Airlines en el Aeropuerto de Bariloche el 30 de agosto de 2014, retirando el satélite ARSAT-1.

La construcción se inició en 2010. ARSAT adjudicó a las empresas Astrium, Thales Alenia Space y Honeywell distintos componentes para el satélite. Thales Alenia Space se encargó de fabricar componentes de los transpondedores y Astrium del hardware de la computadora de a bordo operada por el software diseñado en Argentina por el equipo técnico de INVAP. También a Astrium se le adjudicó el cilindro central del satélite y otros componentes del subsistema de propulsión del ARSAT-1. Honeywell proveyó las ruedas de reacción y una unidad miniatura de medición inercial.
En febrero de 2013 se realizó el ensamblaje parcial de los módulos de servicio y comunicaciones y en los meses siguientes se practicaron ensayos ambientales y otras pruebas, que resultaron exitosas.
El 30 de agosto de 2014 a bordo de un Antonov 124 ruso de la aerolínea Volga-Dnepr Airlines viajó desde el Aeropuerto de Bariloche rumbo a Cayena, capital de Guayana Francesa, siendo luego trasladada por tierra hacia el Puerto espacial de Kourou. Allí también viajaron 30 personas relacionadas con el ARSAT-1.
La inversión total de ARSAT-1 fue de 280 millones de dólares. Además, su construcción llevó 7 años y 1,3 millones de horas hombre. El lanzamiento del satélite fue asegurado por International Space Brokers, la división de "riesgos espaciales" de la empresa británica Aon Risk, cuyo contrato de seguro se firmó en abril de 2014, junto con el del satélite ARSAT-2.
El 2 de octubre fue concluida la tarea de carga del combustible. El 80% se consumió durante el primer mes de operaciones y el 20 restante servirá para asistir a la nave en los 15 años de vida útil programados. El 9 de octubre el satélite fue acoplado al cohete lanzador Ariane 5. Además, los técnicos y científicos argentinos realizaron ensayos de prueba con los sistemas del satélite. Días más tarde todas sus partes ya estaban unidas.
El 16 de octubre, fue encendido por última vez en tierra y se lo configuró para recibir la orden de partida, que se realizó a las 18:43 (UTC-3) (21:43 UTC), unos minutos después de lo previsto por cuestiones meteorológicas. El cohete Ariane-5ECA dejó al satélite a 300 km sobre el nivel del mar en órbita elíptica. La telemetría y la posición definitiva del ARSAT-1, a través de cinco movimientos, fueron controlados desde la Estación Terrena Benavidez en la provincia de Buenos Aires, demorándose diez días. El satélite compartió el lanzamiento con el satélite Intelsat 30, que provee señal para DirecTV.
Dos días después del despegue, se encendió el motor de apogeo y se orientó el satélite hacia el Sol para salir del punto de maniobra de perigeo de los 250 km. Una vez llegado al punto de maniobra de apogeo, fue ubicado en la órbita geoestacionaria. Esto ocurrió el 26 de octubre demorando las cinco maniobras programadas de los días 18, 20, 22, 24 y 25. Desde ese día el satélite orbita a 35.736 kilómetros sobre el nivel del mar todo el tiempo. Allí se desplegarán los paneles solares y la antena de comunicaciones. El satélite estará apto para comenzar a transmitir hacia principios de diciembre de 2014. El ARSAT-1 al desplazarse en el mismo sentido en que rota la Tierra y al tener un período orbital igual al período de rotación, perimite que el control de la estación Benavídez sea permanente.
Con el satélite, el gobierno de Argentina apuntó, según fuentes oficiales, al ahorro de unos de 25 millones de dólares anuales en gastos a empresas de telecomunicaciones extranjeras. Además permitió que el país no perdiera las posiciones orbitales 72 y 81, que le asignó la Unión Internacional de Telecomunicaciones, ya que el Reino Unido aspiraba a ese slot geoestacionario. Estas enfocan desde Estados Unidos hasta las Islas Malvinas.

## Carga científica
En 2008, se decidió que el espacio sobrante del ARSAT-1 sea utilizado para experimentos científicos y tecnológicos. Al año siguiente el CONICET proporcionó subsidios para tres experimentos bajo el Array de Carga Tecnológica Argentino del proyecto.
Los experimentos elegidos fueron un instrumento para medir electrones, protones y alfas cargadas (denominado Monitor Argentino de Radiación Espacial - MARE), una medida de fluorescencia atmosférica desde una órbita geoestacionaria (denominado Fluorescencia de Órbita Geoestacionaria - FOG) y un estudio sobre la degradación de las células solares en el medio ambiente de la órbita del satélite. Los tres instrumentos transmiten su información a la computadora de a bordo, que también se encarga de su manejo.
El experimento MARE se compone de tres detectores para la medición de la radiación en megaelectronvoltios (MeV). El FOG es un telescopio de 15 centímetros de rayos ultravioleta de 8,5 kg de peso. Solamente consume 7 watts, y mide 24 cm x 28 cm x 29 cm e incluye 4 tubos fotomultiplicadores multi-ánodo para la detección ultravioleta. El tercer experimento contó con la participación de la Comisión Nacional de Energía Atómica.